# 1999 Hirayama
1999 Hirayama eller 1973 DR är en asteroid i huvudbältet som upptäcktes den 27 februari 1973 av den tjeckiske astronomen Luboš Kohoutek vid Bergedorf-observatoriet. Den har fått sitt namn efter den japanske astronomen Kiyotsugu Hirayama.
Asteroiden har en diameter på ungefär 38 kilometer.